# Нехлопоченко, Нина Аполлоновна
Нина Аполлоновна Нехлопоченко (8 января 1928, Севастополь — 15 июня 2021, Москва) — советская и российская театральная актриса, заслуженная артистка России.

## Биография
Родилась 8 января 1928 года, родом из Севастополя.
В 1945—1946 годах училась в театральном училище при Красноярском драматическом театре им. А. С. Пушкина на одном курсе с Иннокентием Смоктуновским. В 1951 году окончила театральное училище им. Б. В. Щукина (курс В. К. Львовой) и в том же году начала играть в театре им. Евг. Вахтангова.
Похоронена на Ваганьковском кладбище.

## Награды
- Заслуженная артистка России (1996).

## Творчество

### Работы в театре
- «Поют жаворонки» — Маруся
- «В наши дни» — Нюра
- «Да, вот она-любовь» — Катя
- «Фома Гордеев» — Васса, Саша
- «Ромео и Джульетта» — Служанка Капулетти
- «Много ли человеку надо» — Тонечка Строева
- «Стряпуха замужем» — Наталья
- «Иркутская история» — Нюра, Зинка
- «Дамы и гусары» — Служанка Юзя
- «Живой труп» — Цыганка
- «Принцесса Турандот» — Цанни, Скирина, мать Зелимы
- «Олеко Дундич» — Цыганка
- «Дион» — Римлянка
- «Виринея» — Дарья
- «Золушка» — Мариана
- «Мещанин во дворянстве» — певица
- «Из жизни деловой женщины» — Маня
- «Правда памяти» — Строитель
- «Анна Каренина» — Аннушка
- «Русь! Браво!» — Пелагея
- «Опера нищих» — Проститутка
- «Левша» — мать Левши
- «За двумя зайцами…» — Пидора, прислуга у Лымарихи
- «Лир» — Вестница
- «Али-Баба и сорок разбойников» — торговка восточными украшениями
- «Правдивейшая легенда одного квартала» — Вьеха Анхелиха
- «Последние луны» — обитательница пансиона
- «Принцесса Ивонна» — тётушка Ивонны
- «Сирано де Бержерак» — Дуэнья, Сестра Марта
- «Пристань. Визит старой дамы» — Жена Альфреда Илла
- «Мнимый больной» — Господин Пургон

### Фильмография
1. 1959 — Город на заре — участница хора
2. 1960 — Янтарное ожерелье
3. 1962 — Интервью у весны (сцена из спектакля «Стряпуха замужем») — Нюра
4. 1964 — Повесть о молодых супругах — Шурочка
5. 1967 — Курьер Кремля — эпизод
6. 1968 — Возвращение (телеспектакль, 1968) — буфетчица
7. 1968 — Портрет Дориана Грея — эпизод
8. 1968 — Судьба играет человеком — Шурочка, кассир в аэропорту
9. 1969 — Оперативная командировка — Дунька
10. 1970 — Драма на охоте — цыганка
11. 1971 — Принцесса Турандот — Скирина, мать Зелимы
12. 1971 — Телеграмма — работница химчистки
13. 1971 — Тысяча душ — исправница Марья Михайловна
14. 1973 — Иркутская история — Нюра
15. 1976 — Дамы и гусары — Юзя
16. 1977 — Мещанин во дворянстве — певец
17. 1977 — На золотом дне
18. 1977 — Ситуация — Нона
19. 1977 — Человек с ружьём — эпизод
20. 1979 — Кот в сапогах — Рябина
21. 1981 — Тропинины — Ольга Платоновна, доктор
22. 1987 — Тринадцатый председатель — '
23. 2001 — За двумя зайцами — Пидора, прислуга у Лымарихи
24. 2004 — Долгое прощание — эпизод
25. 2009 — Черчилль (фильм 7-й «Открытое окно») — Тамара Петровна

### Радиопостановки
- Ж. Б. Мольер «Мещанин во дворянстве»
- Ч. Айтматов «И дольше века длится день»